# Vasilīs Lakīs
Vasilīs Lakīs (gr. Βασίλης Λάκης; Salonicco, 10 settembre 1976) è un ex calciatore greco, di ruolo centrocampista, campione d'Europa con la Grecia nel 2004.

## Carriera

### Club

#### Naoussa e Paniliakos
Esterno offensivo, Lakīs ha iniziato a giocare nel Naoussa. Vi è rimasto per quattro anni e fu notato da molte squadre. Nell'estate del 1996 è stato ingaggiato dal Paniliakos come difensore, ma i suoi primi allenatori lo hanno spostato più avanti come ala, ruolo che avrebbe ricoperto in seguito.

#### AEK Atene
Nel 1998 si è trasferito all'AEK Atene con cui ha vinto 2 Coppe di Grecia, una nella stagione 1999-2000 contro lo Ionikos e l'altra nella stagione 2001-2002, contro l'Olympiakos.

#### Crystal Palace
Dopo la vittoria dell'Europeo 2004 con la Nazionale greca, si è trasferito per una stagione in Inghilterra al Crystal Palace.

#### AEK Atene
Nella stagione seguente è ritornato all'AEK Atene, dove ha ritrovato i compagni di Nazionale dell'Europeo Traïanos Dellas e, come presidente, Demis Nikolaidis. Con l'AEK Atene ha raggiunto il secondo posto in campionato alle spalle dell'Olympiakos.

#### PAOK Salonicco
Il 2 luglio 2007 Lakīs è stato lasciato libero dall'AEK Atene e il 3 luglio ha firmato un contratto di 3 anni con il PAOK del neo-presidente Theodōros Zagorakīs e del direttore tecnico Zizis Vryzas, compagni di Lakīs agli Europei 2004. Con il PAOK ha conquistato un altro secondo posto nel campionato greco nella stagione 2008-2009 e la semifinale di Coppa di Grecia contro l'Olympiakos.

#### Kavala
Il 1º luglio 2009 ha firmato un contratto con il Kavala, squadra neopromossa in Alpha Ethniki. Nel Kavala ha ritrovato il portiere Fanīs Katergiannakīs, anche lui campione a Euro 2004 con la Nazionale greca; ha dato subito il suo contributo alla squadra e il 21 novembre 2009 contro l'Aek Atene prima ha procurato un rigore per il momentaneo vantaggio, poi ha firmato l'assist per il gol della vittoria (2-1). Nel febbraio 2010 il Kavala ha raggiunto la semifinale di Coppa di Grecia per la seconda volta consecutiva, ai danni del Panionios. Al termine della stagione si è ritirato dal calcio giocato.

### Nazionale
Vasilīs Lakīs in nazionale greca ha collezionato 35 presenze e realizzato 3 gol. Ha segnato il primo gol in nazionale nell'amichevole contro l'Irlanda al Lansdowne Road di Dublino nell'aprile del 2000, partita nella quale la Grecia ha vinto 1-0.
Con la Grecia ha vinto gli Europei 2004, durante i quali ha disputato 2 partite subentrando dalla panchina contro il Portogallo (1-2, fase a gironi) e la Francia (1-0, quarti di finale). Ha inoltre partecipato alla Confederations Cup 2005 in Germania vinta dal Brasile.

## Palmarès

### Club
- Coppa di Grecia: 2

AEK Atene: 1999-2000, 2001-2002

### Nazionale
- Campionato d'Europa: 1

2004